# Challen Cates
Challen Cates (ur. 28 września 1969 w Roanoke w stanie Wirginia) – amerykańska aktorka oraz producentka filmowa.
Znana głównie z roli pani Knight z serialu młodzieżowego Nickelodeon Big Time Rush. Wystąpiła także w innych serialach i filmach jak: CSI: Kryminalne zagadki Nowego Jorku, Zabójcze umysły, Diukowie Hazzardu: Początek i wielu innych.

## Filmografia
Filmy
- 2012: Big Time Rush w akcji jako Jennifer Knight
- 2008: Footsteps jako Eleanore Denenburg
- 2008: Shattered! jako doktor Dittman
- 2007: Diukowie Hazzardu: Początek jako Medium
- 2007: Zabójcza uczelnia jako Alana
- 2004: Restive Planet jako Darla
- 2003: They Would Love You in France jako Anioł
- 1998: A Fare to Remember jako Tamara Gault
- 1993: Oczy nocy jako Call Girl

Seriale
- 2009–2013: Big Time Rush jako pani Knight
- 2007: Gotowe na wszystko jako Samantha Lang
- 2005: Detektyw Monk jako Sheryl Thorn
- 2005: Zabójcze umysły jako doktor Jesson
- 2004: CSI: Kryminalne zagadki Nowego Jorku jako Stacie Avida
- 2003: Poszukiwani jako Catherine O’Malley
- 2002: Santiara jako Sophia
- 2000–2001: Diagnoza morderstwo jako Lily Wilson / Abby Chadway
- 2000: Baza Pensacola jako Joyce Staples
- 1997: Wysoka fala jako Rachel
- 1996: Roseanne jako Cindy Kenner
- 1995: Partners jako Denise
- 1991: Gorączka nocy jako Winnie Furlong